# 駝色透明獅子魚
駝色透明獅子魚，為輻鰭魚綱鮋形目杜父魚亞目獅子魚科的其中一種，分布於北太平洋白令海海域，棲息深度可達300公尺，為深海底棲性魚類，屬肉食性，生活習性不明。

## 擴展閱讀
維基物種上的相關：駝色透明獅子魚